# 激走戰隊車連者
《激走戰隊車連者》，是由日本東映製作的《超級戰隊系列》第20部特攝作品，於1996年（平成8年）3月1日至1997年2月7日期間每週五下午5時30分在朝日電視台首播。

## 作品特色
- 繼《高速戰隊渦輪連者》後第二次採用「汽車」及「交通工具」為主題的超級戰隊作品；另外此作強調交通安全，故亦被號稱「戰鬥的交通安全」，而同樣地此作的下集預告中則會有車連者演員宣傳有關交通安全的信息。
- 此作片頭曲擁有兩個版本，為戰隊史上首例。
- 以搞笑風格為賣點的戰隊作品。
- 繼《忍者戰隊隱連者》及《超力戰隊王連者》後，連續第三次出現由五個巨人機組合體的大型機械人，而該五個機組更是首次全部均可變形。
- 首次出現兩台合體機械人可以互相交換其合體機體之設定。

## 故事概要
宇宙暴走族－Bowzock在惑星哈扎特星大肆破壞後便以地球作為其下一個目標，而此時哈扎特星的倖存少年－塔普亦根據其母親在臨終前透露的哈扎特星之星座傳說，並知悉被其星座揀選的五位地球年輕人將會成為戰士「激走戰隊車連者」擊敗Bowzock。而最後塔普亦成功在地球找到該五位年輕人後，五人亦變身為車連者與Bowzock對戰。

## 登場角色

### 激走戰隊車連者
激走戰隊車連者，為被哈扎特星之正義星座揀選的五名地球年輕人，而五人皆為汽車公司Pegasus的職員。
陣内 恭介（じんない きょうすけ）／ 紅車手
演：岸祐二
車連者隊長。
在Pegasus擔任試車員，負責代理那些工廠的一切雜事，比如代客試車、維修汽車等工作。
其頭腦雖不太靈光，有時甚至會搞砸一切，但那充滿衝勁的正義感與決心卻是真實熱血的。
在變身後擅長劍術與近身戰，而其運動能力跟力量亦為五人中最均衡的。
其他登場作品：《海賊戰隊豪快者》
土門 直樹（どもん なおき）／ 藍車手
演：增島愛浩
Pegasus的汽車設計師。
擁有擅長繪圖的天才頭腦，而其個性亦較為溫和，長相亦十分俊俏。
在變身後則以輕巧的體操技術跟踢技為主。
上杉 實（うえすぎ みのる）／ 綠車手
演：福田佳弘
車連者的副隊長。
為Pegasus的營業部門業務員，較常在白天忙碌於客戶服務，然而其冒失的個性已有多次談生意失敗。
在變身後以力量戰為主，並擅長以滑稽的動作戲弄敵人。
志乃原 菜摘（しのはら なつみ）／ 黃車手
演：本橋由香
Pegasus的機械維修師。
其專長為修理機械，甚至連Accel Brace也包括在內；同樣地感情豐富也是她的優勢。
作為機械技師的她於變身後亦擅長以靈巧身手瞄準敵人的弱點攻擊。
八神 洋子（やがみ ようこ）／ 粉紅車手
演：來栖敦子
Pegasus的經理。
其對工作的態度認真，並且對金錢的管理尤為關心，包括五人的薪資與公司的資金運算、汽車的維修費等，讓她忙得不可開交，儘管如此自己亦仍能夠保持可愛甜美的笑容。
在變身後則較常發揮女性化的柔韌動作戰鬥，另外當她憤怒時其力量亦會繼而提升。

#### 車連者的協力者／相關者
塔普
聲：丸田麻里
車連者的指揮官，為來自哈扎特星的少年。
其故鄉星球哈札特星已被Bowzock破壞，其母親亦因而喪生，然而其母親在臨終前透露有關哈札特星的星座傳說，隨後他亦根據該星座傳說成功找到能與Bowzock對戰的車連者。
在其母親離世後便習得Kuru Magic Power；另外其星球人會在一段時間便進入冬眠狀態。
最後在與Bowzock的戰鬥完結後便與其父親乘坐VicTrailer在宇宙旅行。
天馬 總一郎（てんま そういちろう）
演：Ed山口
汽車公司Pegasus的負責人，也是市太郎的父親。
天馬 良江（てんま よしえ）
演：岩崎良美
天馬社長的妻子，亦為市太郎的母親。
天馬 市太郎（てんま いちたろう）
演：寺岡龍治
天馬社長的兒子。
與信號人關係良好，並且對車連者尤為崇拜，而直到最後才目睹車連者的真實身份。
 信號人
聲：大塚芳忠
來自普列斯星的宇宙警察，於第12集初登場。
為追捕Bowzock而獨自來到地球，並且常協助車連者對付Bowzock，另外其本身亦有一個老婆與一個兒子。
後來因與其兒子承諾返回普列斯星參加二人三足比賽而暫別地球，殊不知在返回普列斯星後則吸入了艾庫索斯釋放的五色廢氣，故曾一度與Bowzock合作對付車連者，而最後在車連者施計成功給予信號人喝下氣泡水後才回復正常。
最後從市太郎口中知悉車連者的真實身份；而信號人在艾庫索斯被擊敗後便返回母星，並準備晉升為警部補的考試。
其他登場作品：《豪快者 護星者 超級戰隊199英雄大決戰》、《海賊戰隊豪快者》
野性之車
為兩輛汽車外型的機械生命體，於第20集初登場。
據說該兩輛野性之車在宇宙中奔馳，甚至亦不讓其他宇宙異星人乘坐，然而他們卻因阻撓彥星與織姬每年一次的會面而被對方向天神投訴，其後該兩輛車則遭到天神封印於隕石內。
後來在力奇海卡閱讀該傳說後便委派Bowzock暴徒WW Wariccho搜尋封印該兩輛車的隕石，結果當WW Wariccho無意找到該隕石及解開其封印後，該兩輛車亦隨即奔馳並抵達地球，兼且與恭介跟直樹相遇，而成為Bowzock目標的兩輛車在經恭介跟直樹合作脫險後亦成為車連者的拍擋。
 Pegasus Thunder
擁有天馬般優雅奔馳的紅色汽車。
具有飛行能力，而配備武器為頂部的雷射炮Pegasus Laser。
 Dragon Cruiser
擁有飛龍般力量奔馳的藍色汽車。
其前端配備絞盤Dragon Claw，而後期其頂部亦能搭配Giga Booster。
VRV Master
聲：小林清志
於第29集初登場。
實為塔普的父親，初現身時身穿黑色盔甲及配戴頭盔。
在塔普冬眠期間以及RV Robo被Bowzock俘虜時出現在車連者面前，並向其遞送VRV Machine。
最後在與Bowzock的戰鬥完結後便帶同塔普乘坐VicTrailer在宇宙旅行。

### 宇宙暴走族Bowzock
宇宙暴走族Bowzock，為一群由宇宙異星人組結的暴走族，以暴力手段在多個星球破壞及掠奪寶物，而地球亦為其目標之一。
以人工惑星Baribarian作為據點；另外其暴徒則會透過服吃和菓子店芋長的芋羊羹巨大化，但僅維持一段時間。
然而最後全員在佐奈特的開解而得知其最後敵人為暴走皇帝艾庫索斯後便棄暗投明，而在艾庫索斯被消滅後，除了蓋拉摩、佐奈特、澤路馬達與古拉奇外的其餘暴徒則組建劇團。
蓋拉摩
聲：大竹宏
Bowzock的總長。
其肩部可釋放破壞光束，而其長舌頭亦有凍結及破壞之能力。
雖擁有作為總長的威嚴，但卻對有關金錢方面卻尤為緊張，另外其對佐奈特亦尤為鍾情。
在解散Bowzock後便在地球的烤肉店工作。
澤路馬達
聲：津久井教生
Bowzock的副長兼戰鬥隊長。
是位好戰分子，戰鬥與破壞為其興趣，而使用武器則為由複數撲克牌組合的劍。
從小便與蓋拉摩為好友，但其本身亦有被金錢蒙蔽的一面，甚至亦曾因而背叛蓋拉摩。
最後在Bowzock解散後便與古拉奇上小學。
古拉奇
聲：長嶝高士
Bowzock的作戰參謀兼發明家。
雖擅長發明，但其發明目的僅為愉悅及興趣並非實用。另外讓Bowzock暴徒巨大化的芋羊羹亦由他意外發現。
最後在Bowzock解散後便與澤路馬達上小學。
佐奈特
演：七瀨理香
Bowzock的第一美女。
其真實身份為凡貝爾星的公主「芭妮荻米拉·凡貝爾特」，因為討厭平凡的皇宮生活而離家出走，兼且成為不良少女及加入Bowzock。
在某次作戰中因為看見紅車手的英姿而對其一見鍾情，不過卻不知道紅車手的真實身份就是她認為只是普通人的恭介。而在得知紅車手的真實身份後曾一度不能接受，但是因為恭介對佐奈特也漸漸出現愛情而勸說佐奈特向善，最後佐奈特也接受了身為普通人而不是紅車手的恭介之愛，進而轉化為善。
後來從其妹妹拉潔塔口中知悉艾庫索斯即將進攻凡貝爾星後便返回母星；隨後在Bowzock與失去力量的車連者戰鬥時亦抵達地球開解他們，最後在擊敗艾庫索斯後便返回凡貝爾星等待恭介的迎娶。
利奇海卡→ 利奇利奇海卡
聲：田中信夫
宇宙邪惡顧問教授，於第16集初登場。
聰明且自尊心高，而其武器則為指揮棒。
被古拉奇召來Bowzock替他們策劃擊敗車連者與信號人的作戰，隨後亦常駐於Baribarian。
後來在舉行Bowzock祭以召喚宇宙邪惡能量時卻意外吸收該能量而強化為利奇利奇海卡，隨後在賄賂澤路馬達與古拉奇背叛蓋拉摩以及將蓋拉摩與佐奈特兩人放逐後便自立成為Bowzock的新總長，並且以其資金以及從蓋拉摩偷來的秘密定期存款製作大型機械人Breaking，雖成功駕駛Breaking俘獲RV Robo，但最後卻在與VRV Robo的對戰中被消滅。
Oneper
Bowzock的兵士。
其分別擁有粉紅、藍、綠、白四種類的體色，而平時則被收納於章魚壺內。
以劍作為武器，而劍柄末端亦能釋放光束彈；另外其亦能從臉部吐出泥巴攻擊。

### 其他角色
芋長老闆
演：南州太郎
和菓子店的主人。
其製作與販賣的芋羊羹具有讓Bowzock暴徒限時巨大化的功效，故古拉奇亦常常光顧其。
拉潔塔·凡貝爾特
演：濱松惠→須藤實咲
凡貝爾星的公主，亦為佐奈特的妹妹，於第25集初登場。
初時因仰慕車連者而來到地球，甚至更自稱為車連者第六位隊員「白車手」。
其武器為魔法杖，另外其交通工具拉潔Car亦可變形為機械人甚至能巨大化。
暴走皇帝 艾庫索斯
聲：小林修
自稱為「宇宙皇帝」，於第36集初登場。
擁有與哈扎特星的正義星座相對的邪惡星座之力量，並且野心勃勃的他亦計劃在宇宙建設不受交通規則管制的「恐怖的大宇宙高速公路」。
初現身時亦較常指揮Bowzock行動；而在哈扎特星的正義星座被酒之星座的影響下導致力量減弱時亦趁機吸收於其體內，導致車連者失去所有力量，而在Bowzock成功摧毀車連者基地後卻對他們出言不遜。隨後在車連者與Bowzock決定吳越同舟對付艾庫索斯後，車連者便決定拼命操縱Baribarian攻擊艾庫索斯，結果遭受其攻擊的艾庫索斯則吐出其正義星座讓之回復力量，接著艾庫索斯卻以巨人型態先後與VRV Robo及RV Robo對戰，但在讓對方陷入苦況之際被蓋拉摩投喂已過期的芋羊羹導致肚子痛，而最後在變為與人類等身大小的艾庫索斯則被車連者以捨身攻擊打敗，而其恐怖的大宇宙高速公路計劃亦因而告吹。

## 車連者、信號人的裝備

### 車連者的裝備
Accel Changer
車連者五人的變身設備。
共分為兩部分：具通訊功能的手環Accel Bless以及鑰匙Accel Key。
Cycle Magic Suit
以哈札特星的特殊纖維製作的車連者強化戰鬥服。
Auto Blaster
車連者的汽車型特殊光束槍。
以撐開其車頭引擎便會變形為Auto Punisher，能發揮較一般射擊強約20倍的光束。
Viblade
車連者的劍型武器。
內藏超小型的Car Magic Engine，只要啟動其便能將Viblade的威力發揮至頂點。
Speeder Machine
車連者的五輛小型高性能車輛。
除了藍車手的Blue Speeder 2外，其他車輛皆配備武器或裝備，另外Speeder Machine亦可收納於車連者五人各自的Ranger Vehicle駕駛艙內並作為其駕駛台。
 Red Speeder 1
紅車手的Speeder Machine。
其武器為車輛前端的Speeder Gun，能在每秒連續發射15發光束。
 Blue Speeder 2
藍車手的Speeder Machine。
沒有配備任何武器或裝備，但其最高速度亦為所有Speeder Machine中最快。
 Green Speeder 3
綠車手的Speeder Machine。
其雙側皆配備導彈Speeder Missile。
 Yellow Speeder 4
黃車手的Speeder Machine。
其保險桿兩側皆配備切割器Speeder Cutter。
 Pink Speeder 5
粉紅車手的Speeder Machine。
其後端則配備雷達Speeder Rader。
Giga Formula
由塔普獨自製作的方程式賽車型武器，於第2集初登場。
共分為三種型態，分別車輛外型的Formula Car、可分拆為五組車連者各自的個人武器之Formula Weapon以及可殲滅敵人的能量炮Formula Nova。
 Fender Sword
紅車手的擋泥板外型之可伸縮刀刃劍。
 Muffler Gun
藍車手的消音器外型之雙槍。
 Engine Cannon
綠車手的引擎外型之加農炮。
 Side Knuckle
黃車手的汽車側翼外型之具電流雙拳套。
 Bumper Bow
粉紅車手的保險桿外型之附有兩個光束炮口的弓。
Carnavi
由菜摘、洋子與塔普三人合力開發的汽車導航型武器，於第21集初登場。
擁有兩種型態，分別為具搜索、分析及自動操縱機械的小型電腦Navic Computer以及能鎖定及追擊目標的光束槍Navic Shot，另外Navic Shot亦能與Auto Punisher組合為Navic Blaster，其威力亦較Auto Punisher強約三倍。
Giga Booster
由車連者與塔普共同製作的方程式賽車型武器，於第26集初登場。
共分為三種型態，分別車輛外型的Booster Machine、可搭載於Dragon Cruiser的噴射機型態Booster Jet以及可殲滅敵人的加農炮Booster Cannon。

### 車連者的大型機械
Ranger Vehicle
原為車連者五人各自設計的汽車，然而為應付能巨大化的Bowzock暴徒，故藉由塔普與車連者的心靈與哈扎特星之正義星座傳說的相互連結下成功將其巨大化。
 Red Vehicle
紅車手駕駛的跑車，可釋放雷射Pegasus Laser。
為RV Robo的頭部、胸部及背甲。
 Blue Vehicle
藍車手駕駛的皮卡。
其頂部的照明燈可釋放閃光Regulus Flash；而前端的照明燈可釋放光束Regulus Beam。
為RV Robo的腹部、背部、雙大腿。
 Green Vehicle
綠車手駕駛的多功能休旅車。
能釋放可擾亂對手的光束Shock Beam及衝擊波Pleiades Wave。
為RV Robo的右小腿。
 Yellow Vehicle
黃車手駕駛的SUV，並能釋放修復故障的光束Mira Shower。
為RV Robo的左小腿。
 Pink Vehicle
粉紅車手駕駛的旅行車。
能左右分開行駛，並且可釋放能搜索對手行蹤與其弱點的光束Sirius Laser。
為RV Robo的雙手臂。
VicTrailer
搭載五輛VRV Machine的大型拖車，於第30集初登場。
能變形為拖車與大型機械人兩種型態，另外VRV Robo的必殺武器Victory Twister在未使用時亦為搭載於VicTrailer。
VRV Machine／VRV Fighter
為VRV Master因應塔普冬眠與RV Robo被Bowzock俘虜而給予車連者的大型機械，於第30集初登場。
平時則以大型車輛型態的VRV Machine收納於VicTrailer內，而出動時其自身亦可獨自變形為大型機械人型態的VRV Fighter。
 V Fire／Fire Fighter
紅車手駕駛的消防車。
配備可釋放高壓水柱的雙噴管Liquid Discharger；另外其自身亦能變形為消防員型機械人Fire Fighter。
為VRV Robo的頭部及胸部。
 V Police／Police Fighter
藍車手駕駛的警車。
其速度為所有VRV Machine中最快；另外其自身在變形為警察型機械人Police Fighter後亦能從胸前釋放破壞音波Police Silence Sonic。
為VRV Robo的腰部及雙大腿。
 V Dump／Dump Fighter
綠車手駕駛的自卸車。
能搭載重約100噸的物體；另外在變形為配戴美國頭盔的工程人員型機械人Dump Fighter後則以拳擊為主。
為VRV Robo的右小腿。
 V Dozer／Dozer Fighter
黃車手駕駛的推土機。
配備兩個大型推土刀，可支撐或清理障礙物；另外在變形為配戴工程頭盔的工程人員型機械人Dozer Fighter後則以踢擊為主。
為VRV Robo的左小腿。
 V Rescue／Rescue Fighter
粉紅車手駕駛的救護車。
能搭載及發射大型注射器攻擊對手；另外在變形為救護員型機械人Rescue Fighter後雖其戰鬥力遜於其他VRV Fighter，但其靈敏性卻相當高。
為VRV Robo的雙手臂。

#### 合體型態
RV Robo
由五輛Ranger Vehicle合體的大型機械人，於第5集初登場。
其武器為可釋放蒸氣的劍RV Sword以及輪胎外型的盾牌Radial Shield，而必殺技為以RV Sword對目標高速旋轉斬擊的「RV Sword·激走斬」。
VRV Robo
由五輛VRV Machine合體的大型機械人，於第31集初登場。
其配備武器為雙手槍V Gun以及胸前的雙噴管；而必殺武器為源於VicTrailer的雙大炮Victory Twister，而兩支炮分別為火神炮V Vulcan與巴祖卡火箭筒V Bazooka，另外Victory Twister亦可單體使用。

### 信號人的裝備／大型機械
Signizer
為信號人持有的宇宙警察手帳本。
具有通信及錄音功能，亦能變形為具電流的警棍與光束槍。
Police Speeder
信號人的摩托車。
能夠於宇宙空間行駛，並且具備自動操縱模式。
Sirender
信號人駕駛的大型巡邏車，於第13集初登場。
能獨自變形後為大型機械人，並且其手腕亦配備雙短劍Siren Dagger、右手腕的手腕槍Siren Vulcan、左手腕的手銬Siren Whopper與Whopper Gun，另外還配備盾牌Siren Shield。

## 設定
Kuru Magic Power
為源自哈札特星的正義星座之魔法力量，亦為車連者的力量來源。
Pegasus股份有限公司
為車連者五人任職的汽車公司。
Baribarian
Bowzock的人工惑星兼據點。
其外觀猶如黑灰色的紗線球，而內部則為酒吧。
初期則在宇宙空間漂浮；而在Bowzock對付當時失去力量的車連者時亦將Baribarian降落地球，隨後在雙方達成共識而吳越同舟時，車連者便決定操縱Baribarian撞擊艾庫索斯，而最後Baribarian亦因而摧毀。
Bari Car
Bowzock的五輛動物外型之大型車輛。
其皆分別為貓外觀的Meow Bari Car、蠍子外觀的Joki Bari Car、牛外觀的Mo Bari Car、象外觀的Pao Bari Car以及豬外觀的Bouhe Bari Car。
《Norishiron》
為艾庫索斯於月刊雜誌《宇宙Land》記載的大型機械人製作附錄。

## 製作團隊
製作人員：
- 原作：八手三郎
- 製作人：
  - 朝日電視台：梶淳、岩本太郎、太田賢司
  - 東映：髙寺成紀
  - 東映Agency：矢田晃一

- 劇本：浦澤義雄、曾田博久、荒川稔久
- 導演：小林義明、坂本太郎、渡邊勝也、田﨑龍太、松井昇、竹本昇
- 動作導演：山岡淳二、J·村上、新堀和男
- 配樂：佐橋俊彥
- 特攝導演：佛田洋
- 製作：朝日電視台、東映、東映Agency

皮套演員：
-  紅車手：横山一敏
-  藍車手：竹内康博
-  綠車手：大藤直樹
-  黃車手：大林勝
-  粉紅車手：中川素州

## 播放列表
以下時間以當地時間（日本時間）為準：
| 首播日期   | 集數 | 標題 （日語）（漢譯）            | 主役Bowzock一方 | 編劇     | 導演     |
| ---------- | ---- | -------------------------------- | --- | -------- | -------- |
| 1996/03/01 | 1    | 戰鬥吧 交通安全                  | - | 浦澤義雄 | 小林義明 |
| 1996/03/08 | 2    | 舞動的噪音公害                   | - BB Donpa（聲：田中和實） | 浦澤義雄 | 小林義明 |
| 1996/03/15 | 3    | 正義的初學者印記                 | - RR Lee（聲：細井治） | 浦澤義雄 | 坂本太郎 |
| 1996/03/22 | 4    | 巨大化的紅色信號                 | - MM Mogu（聲：河本浩之） | 浦澤義雄 | 坂本太郎 |
| 1996/03/29 | 5    | 這次先激走合體                   | - MM Mogu（聲：河本浩之） | 浦澤義雄 | 渡邊勝也 |
| 1996/04/05 | 6    | 我們…各走各的                    | - QQ Qutan（聲：加藤精三） | 浦澤義雄 | 渡邊勝也 |
| 1996/04/12 | 7    | 藍禁止進入？！                   | - NN Nelenco（聲：梅津秀行） | 浦澤義雄 | 田﨑龍太 |
| 1996/04/19 | 8    | 不攜帶變身手環                   | - YY Bingo（聲：千田義正） - YY Gonza（聲：鹽屋浩三） | 浦澤義雄 | 田﨑龍太 |
| 1996/04/26 | 9    | 前往星星的U型彎                  | - KK Ace（聲：二又一成） | 浦澤義雄 | 坂本太郎 |
| 1996/05/03 | 10   | 大逆轉！！自行車特訓             | - LL Onene（聲：柳澤三千代） | 曾田博久 | 坂本太郎 |
| 1996/05/10 | 11   | 憤怒的體重超重                   | - PP Rapper（聲：江原正士） | 荒川稔久 | 渡邊勝也 |
| 1996/05/17 | 12   | 來自宇宙的信號小子               | - UU Wulin→重生UU Wulin（聲：渡部猛） | 浦澤義雄 | 渡邊勝也 |
| 1996/05/24 | 13   | 出動！！自豪的緊急車輛           | - 重生UU Wulin（聲：渡部猛） | 浦澤義雄 | 渡邊勝也 |
| 1996/05/31 | 14   | 加速到底直衝雷電地獄             | - 埃里京達（声：鄉里大輔） | 曾田博久 | 田﨑龍太 |
| 1996/06/07 | 15   | 即使是反派也臨時戀愛中！         | - GG Cockroach（聲：櫻井敏治） | 荒川稔久 | 田﨑龍太 |
| 1996/06/14 | 16   | 壞主義合流注意                   | - JJ Jetton（聲：高戶靖廣） | 浦澤義雄 | 坂本太郎 |
| 1996/06/21 | 17   | 穿制服的正面衝突！               | - ZZ Zeri（聲：西村智博） | 浦澤義雄 | 坂本太郎 |
| 1996/06/28 | 18   | 騙人之心準備中                   | - OO Opa（聲：上田敏也） | 曾田博久 | 渡邊勝也 |
| 1996/07/05 | 19   | 逃避戀愛的姑娘！                 | - HH Teo（聲：關智一） | 荒川稔久 | 渡邊勝也 |
| 1996/07/12 | 20   | 試乘最棒的名車！                 | - WW Wariccho（聲：八代駿） | 浦澤義雄 | 田﨑龍太 |
| 1996/07/19 | 21   | 超越汽車導航的汽車導航           | - AA Amanba（聲：青木和代） | 浦澤義雄 | 田﨑龍太 |
| 1996/07/26 | 22   | 悲劇的交通規則體質               | - CC Charco（聲：志賀克也） | 浦澤義雄 | 坂本太郎 |
| 1996/08/02 | 23   | 因公主殿下而臉紅心跳！           | - VV Golin（聲：江川央生） | 荒川稔久 | 坂本太郎 |
| 1996/08/09 | 24   | 暴走？！新隊長                   | - TT Telynin（聲：肝付兼太） | 浦澤義雄 | 渡邊勝也 |
| 1996/08/16 | 25   | 胡亂加入的神秘少女！             | - 暴走戰隊Zock連者 - SS Paman／ Zock Red（聲：林一夫） - Zock Blue（聲：細井治） - Zock Green（聲：宮田浩德） - Zock Yellow（聲：千田義正） - Zock Pink（聲：鹽野勝美） | 荒川稔久 | 渡邊勝也 |
| 1996/08/23 | 26   | 不停站的武器宅急便               | - DD Donmo（聲：龍田直樹） | 荒川稔久 | 田﨑龍太 |
| 1996/08/30 | 27   | 隻身赴任的轉捩點…                | - XX Mileno（聲：納谷六朗） | 浦澤義雄 | 田﨑龍太 |
| 1996/09/06 | 28   | 再會信號小子！！                 | - HH Wasshoishoi（聲：峰惠研） | 浦澤義雄 | 坂本太郎 |
| 1996/09/13 | 29   | 突如其來的大怪獸事故！           | - 大型機械人 Breaking | 浦澤義雄 | 坂本太郎 |
| 1996/09/20 | 30   | 衝擊的首次亮相！工作車！！       | - 大型機械人 Breaking | 浦澤義雄 | 渡邊勝也 |
| 1996/09/27 | 31   | 完全型態變形！VRV Robo           | - 大型機械人 Breaking | 浦澤義雄 | 渡邊勝也 |
| 1996/10/04 | 32   | RV機器人大暴走!                  | - ZZ Guhry（聲：山下啓介） | 浦澤義雄 | 渡邊勝也 |
| 1996/10/11 | 33   | 甦醒！激走塔普！                 | - UU Ussu（聲：龜山助清） | 荒川稔久 | 松井昇   |
| 1996/10/18 | 34   | 幫忙烤肉戀愛的多事小姑娘         | - FF Munchori（聲：大森章督） | 荒川稔久 | 松井昇   |
| 1996/10/25 | 35   | 反叛的信號小子                   | - GG Bone（聲：篠田薰） | 浦澤義雄 | 坂本太郎 |
| 1996/11/01 | 36   | 掃除怪異廢氣作戰                 | - BB Coir（聲：神山卓三） | 浦澤義雄 | 坂本太郎 |
| 1996/11/08 | 37   | 恐怖的大宇宙高速公路計劃         | - Norishiron 12 - PP Chipuri（第38集） （聲：飯塚昭三） | 浦澤義雄 | 田﨑龍太 |
| 1996/11/15 | 38   | Back Alright！？芋羊羹人生       | - Norishiron 12 - PP Chipuri（第38集） （聲：飯塚昭三） | 曾田博久 | 田﨑龍太 |
| 1996/11/22 | 39   | 道路好喜歡好喜歡！！宇宙寵物     | - CC Paccione（聲：柴田秀勝） | 曾田博久 | 渡邊勝也 |
| 1996/11/29 | 40   | 浪速合體 緊急交叉機器人！？      | - OO Baton（聲：矢尾一樹） | 荒川稔久 | 渡邊勝也 |
| 1996/12/13 | 41   | 暴走皇帝戰慄的燃料檢查           | - II Cockroach（第41集） （聲：櫻井敏治） - 大型機械人 - Sky Gygun（第41、43集） - Marine Zaboon - Land Szoon（第43集）                                                 | 荒川稔久 | 田﨑龍太 |
| 1996/12/13 | 42   | 全車熄火！大型機器人九死一生！！ | - II Cockroach（第41集） （聲：櫻井敏治） - 大型機械人 - Sky Gygun（第41、43集） - Marine Zaboon - Land Szoon（第43集）                                                 | 荒川稔久 | 田﨑龍太 |
| 1996/12/20 | 43   | Merry Car Magic Christmas！！    | - II Cockroach（第41集） （聲：櫻井敏治） - 大型機械人 - Sky Gygun（第41、43集） - Marine Zaboon - Land Szoon（第43集）                                                 | 荒川稔久 | 田﨑龍太 |
| 1997/01/10 | 44   | 不屈的的激走追趕！               | - MM Shulisky（聲：澤律男） | 曾田博久 | 竹本昇   |
| 1997/01/17 | 45   | 真正戀愛的出發點                 | - EE Musubinov（聲：真殿光昭） | 荒川稔久 | 竹本昇   |
| 1997/01/24 | 46   | 突然失效！？變身力量             | - Norishiron 最後 | 浦澤義雄 | 渡邊勝也 |
| 1997/01/31 | 47   | 撞碎掉！？決死的宇宙駕駛         | - | 浦澤義雄 | 渡邊勝也 |
| 1997/02/07 | 48   | 無論如何也要交通安全！！         | - | 浦澤義雄 | 渡邊勝也 |

## 音樂
片頭曲：
（第1-13集）
作詞：森雪之丞
作曲、編曲：小路隆
演唱：高山成孝
（第14-48集）
作詞：森雪之丞
作曲：小路隆
編曲：奧慶一
演唱：高山成孝
片尾曲：
作詞：森雪之丞
作曲、編曲：小路隆
演唱：高山成孝
原創插曲：

作詞：荒川稔久
作曲、編曲：龜山耕一郎
演唱：速水健太郎

作詞：洲崎千惠子
作曲、編曲：出口雅生
演唱：朝川弘子

作詞：洲崎千惠子
作曲：出口雅生
編曲：龜山耕一郎
演唱：渕上祥人

作詞：森雪之丞
作曲、編曲：小路隆
演唱：高山成孝

作詞：森雪之丞
作曲、編曲：小路隆
演唱：高山成孝

作詞：小泉卓
作曲、編曲：佐橋俊彥
演唱：高尾直樹

作詞：妹尾研祐
作曲、編曲：龜山耕一郎
演唱：前田達也

作詞、演唱：丸田麻里
作曲、編曲：佐橋俊彥

作詞：渡邊勝也
作曲、編曲：三宅一德
演唱：坂井紀雄

作詞：小泉卓
作曲、編曲：見里朝生
演唱：朝川弘子

作詞：中澤祥次郎
作曲、編曲：龜山耕一郎
演唱：高尾直樹

作詞：八手三郎
作曲、編曲：見里朝生
演唱：山野智子、森之木兒童合唱團

作詞：荒川稔久
作曲、編曲：三宅一德
演唱：渕上祥人

作詞：浦澤義雄
作曲、編曲：佐橋俊彥
演唱：七瀨理香

作詞：齋藤重次
作曲、編曲：佐橋俊彥
演唱：速水健太郎、森之木兒童合唱團

作詞：小泉卓
作曲、編曲：奧慶一
演唱：坂井紀雄

作詞：T.CRANE
作曲、編曲：小路隆
演唱：Mickey、TOULOUSE（合唱部分）

作詞：小泉卓
作曲、編曲：佐橋俊彥
演唱：坂井紀雄

作詞：只野太陽
作曲、編曲：一之瀨響
演唱：高山成孝

作詞：洲崎千惠子
作曲、編曲：出口雅生
演唱：岸祐二

作詞：荒川稔久
作曲、編曲：龜山耕一郎
演唱：須藤實咲

作詞：或部諧
作曲、編曲：龜山耕一郎
演唱：高尾直樹

作詞：八手三郎
作曲、編曲：出口雅生
演唱：渕上祥人

作詞：荒川稔久
作曲、編曲：小路隆
演唱：高山成孝

作詞：東映TV專業文藝室
作曲、編曲：佐橋俊彥
演唱：VRV Meistersinger

作詞：田神悠
作曲、編曲：一之瀨響
演唱：坂田修、森之木兒童合唱團

作詞：藤林聖子
作曲・編曲：佐橋俊彥
演唱：岸祐二、增島愛浩、福田佳弘、本橋由香、來栖敦子、丸田麻里
非原創插曲：

作詞：星野哲郎
作曲：叶弦大
編曲：重松岩雄
演唱：小林旭

作詞：佐藤雅彦、内野真澄、松平敦子
作曲：内野真澄
編曲：吉川忠英
演唱：小澤健二

作詞、作曲、編曲：織田哲郎
演唱：相川七瀨

作詞、作曲、編曲：小室哲哉
演唱：安室奈美惠

作詞：小澤健二
作曲：小山田圭吾
演唱：フリッパーズ・ギター

## 其他相關媒體
VS系列：
《激走戰隊車連者VS王連者》
此作與《超力戰隊王連者》的聯動作品，於1997年3月14日發售。
《電磁戰隊百萬連者VS車連者》
此作與《電磁戰隊百萬連者》的聯動作品，於1998年3月13日發售。

## 外部連結
- 激走戰隊車連者 （页面存档备份，存于） 